# Єврейська мафія
Єврейська мафія (або «Кошер Ностра», їд. אונדזער שטיק) — організована злочинна організація, яка виникла у США наприкінці XIX століття у середовищі американських євреїв. Банда складалась в основному з іммігрантів-ашкеназі, переважно вихідців із Східної Європи та Російської імперії, які через злиденність були вимушені ставати на кримінальну стежку. 
У часи «сухого закону» банда вважалась однією з найвпливовіших груп у Чикаго.

## Історія
Наприкінці XIX століття на сході США виникають перші єврейські злочинні угрупування. В цей час з'являються Макс "Кід Твіст" Цвербах, "Великий" Джек Зеліґ та Вач "Циклон Луї" Льюїс. Свою діяльність банди розпочинали в єврейських кварталах Нижнього Іст-Сайду Нью-Йорка. Основою майбутньої мафії ставали «діти вулиці», що розпочинали свій шлях з дрібних крадіжок та шахрайств. 
На початку XX століття в Нью-Йорку вже існувала єврейська «злочинна хвиля». Деякі лідери банд, як Бенні "Дупі" Фейн, почали займатись рекетом. На думку кримінального дослідника Лео Катчера, об'єднати дрібні хуліганські зграї у велику бізнес-структуру вдалось Арнольду Ротштейну у 1927 році. У часи «сухого закону» єврейська мафія укладає союз з італійською мафією, об'єднавшись проти спільних конкурентів — ірландців. В єврейську мафію починають брати італійців єврейського походження, і навпаки. Основним джерелом доходів для групи в цей період стає бутлегерство. Кошти, отримані від злочинної діяльності, єврейські банди починають інвестувати у гральний бізнес по всій Америці.

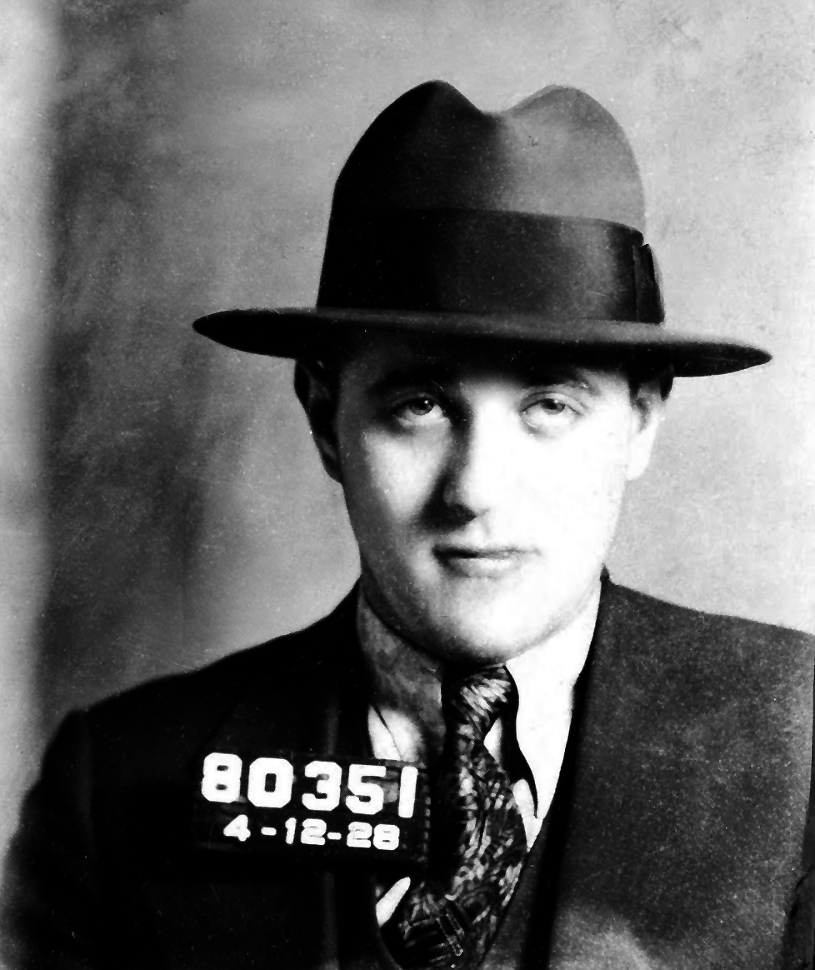
Багсі Сигел вважається людиною, яка створила сучасний Лас-Вегас

Після Другої світової війни основою організованої злочинності в США були євреї та італійці. Гангстери Меєр Ланськи та Міккі Коен мали значну владу і контролювали угрупування у Нью-Йорку, Нью-Джерсі, Чикаго, Лос-Анджелесі та інших великих містах. Основним джерелом доходу в цей період був рекет. З плином часу відносини між єврейською та італійською мафією дещо охололи, хоч і залишились дружніми. 
Багато відомих мафіозі надавало фінансову підтримку ізраїльським єврейським організаціям, після заснування держави Ізраїль 1948 року. 

## Відомі члени

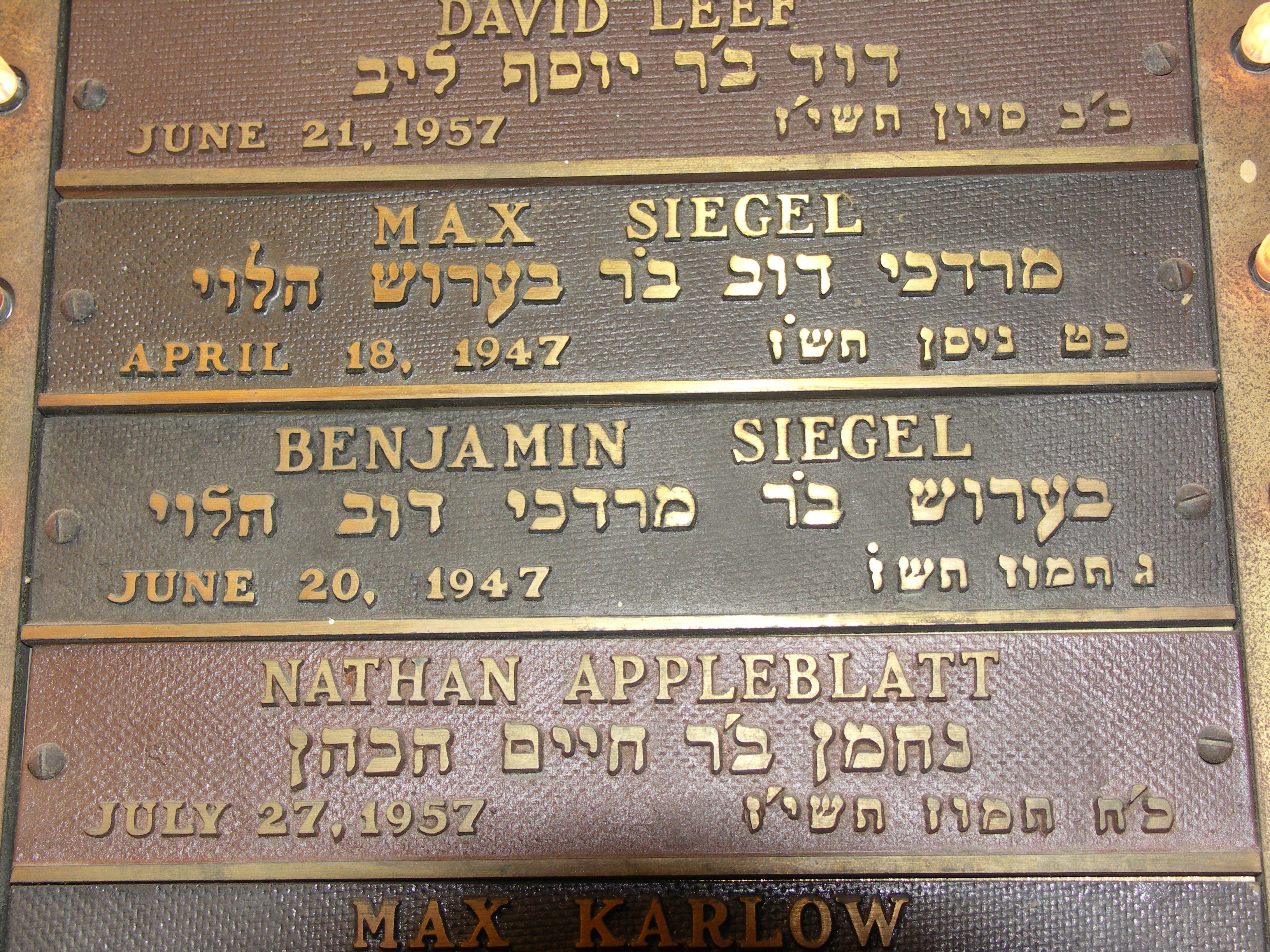
Меморіальна дошка родині Сигел у Білостоцькій синагозі, Нью-Йорк

- Багсі Сигел — мафіозі та філантроп українсько-єврейського походження. Перший підприємець, який розпочав активно інвестувати в Лас-Вегас.
- Девід Берман — кримінальний авторитет, спільник Багсі Сигела і один з піонерів грального бізнесу у Лас-Вегасі. Уродженець Одеси.
- Лепке Бухалтер — гангстер і керівник загону угрупування Murder, Inc..
- Меєр Ланськи — кримінальний авторитет, білоруський єврей.
- Ейб Релес — відомий кілер.
- Голландець Шульц — гангстер німецько-єврейського походження.
- Ебнер Цвіллман — кримінальний авторитет з Нью-Джерсі.
- Філіп "Денді Філ" Кастер — голова величезної мережі нелегальних гральних закладів в Луїзіані.
- Мо Даліц і Луїс Роткорпф — боси клівлендського синдикату.
- Меєр "Міккі" Коен — бос клану Коенів з Лос-Анджелеса.

## У масовій культурі
- Фільм «Одного разу в Америці» (1984)